# Robyn Francis
Pour les articles homonymes, voir Francis.
Robyn Francis, née le 6 novembre 1951, est une pionnière australienne de la permaculture.

## Biographie
Elle s'initie à  la permaculture dès 1983. En 1987, Robyn Francis est fondatrice de l'association caritative Permaculture International Ltd, renommée Permaculture Australia, Permafund, toujours en activité en 2020.
À partir de 1994 elle fonde le  Djanbung Gardens (Permaculture College Australia)  le principal centre de permaculture en Australie. Elle a participé aux développement de la formation APT Accredited Permaculture Training.
Elle  dispense également de très nombreuses formations  à l'international, dont en France en 2011.
Robyn Francis, pionnière, éducatrice, designer et innovatrice est une fervente défenseuse de la permaculture. Nombreux de ses élèves sont devenus des enseignants et militants de la permaculture.